# Echeandia macrophylla
Echeandia macrophylla är en sparrisväxtart som beskrevs av Joseph Nelson Rose och Charles Alfred Weatherby. Echeandia macrophylla ingår i släktet Echeandia och familjen sparrisväxter. Inga underarter finns listade i Catalogue of Life.